# エドガー・ウィンター

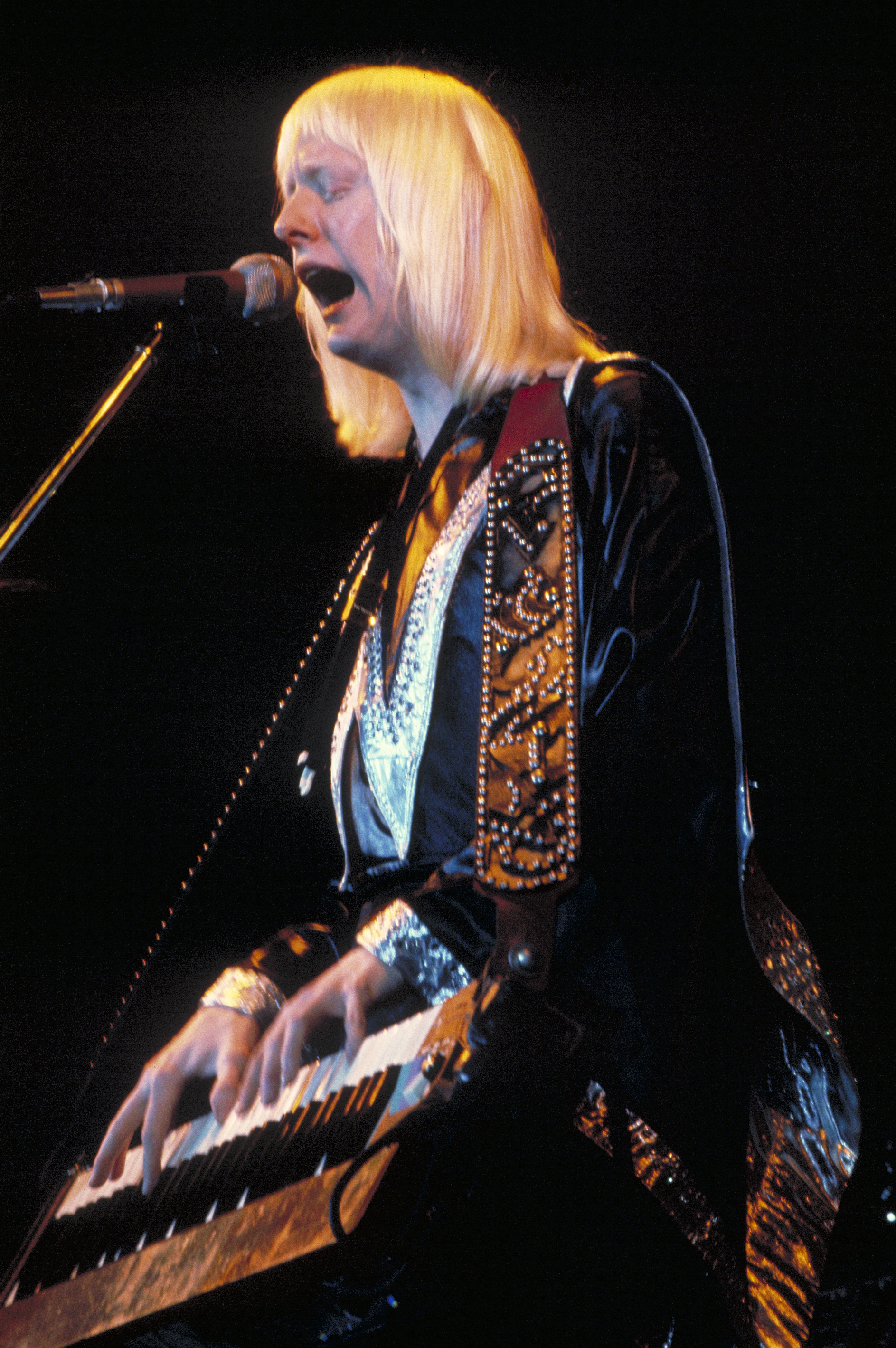
エドガー・ウィンター（1974年）

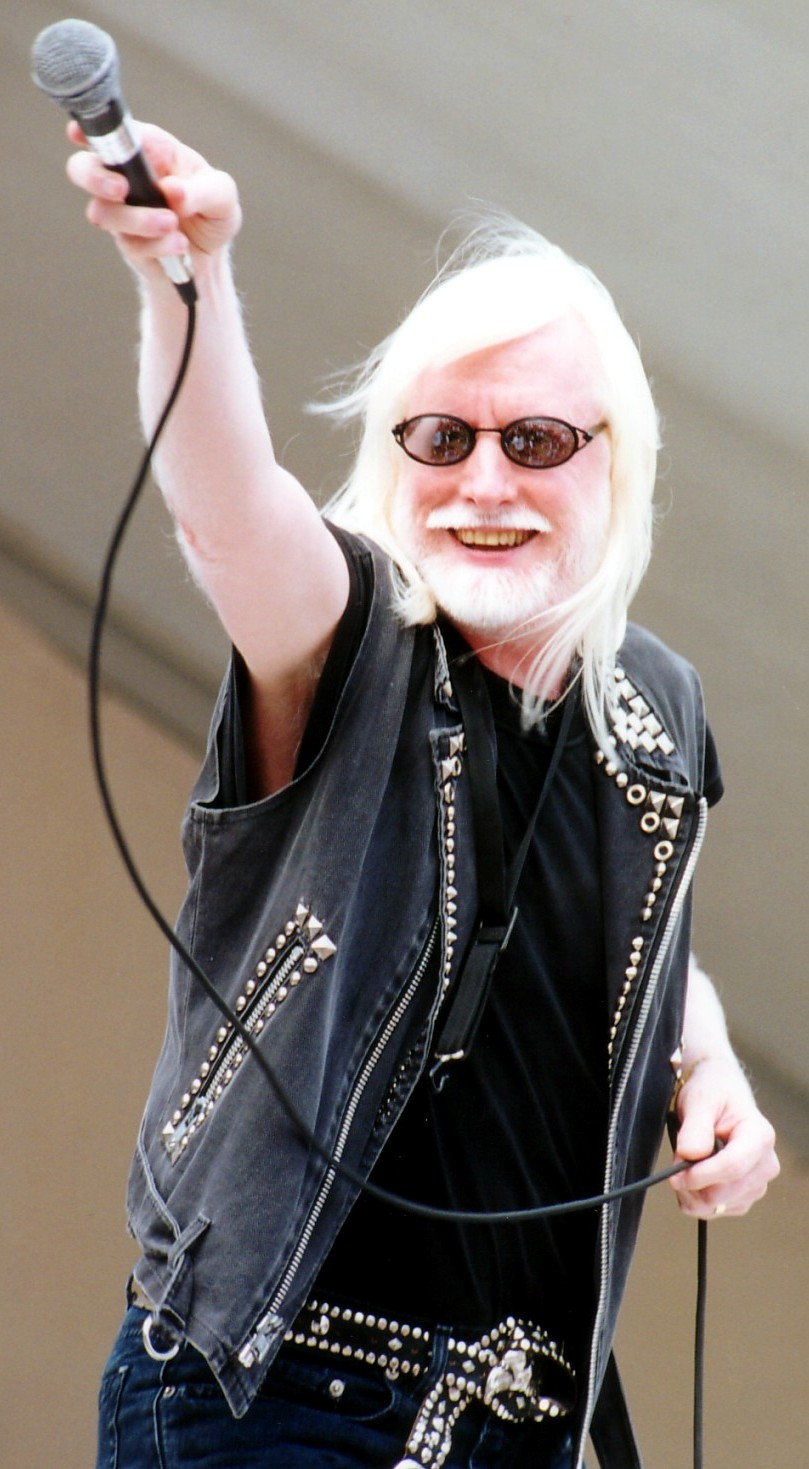
エドガー・ウィンター（2006年）

エドガー・ウィンター（Edgar Winter、1946年12月28日 - ）は、アメリカ合衆国のミュージシャン。アルビノであり、実兄はギタリストのジョニー・ウィンターで、彼もまたアルビノである。キーボード、サクソフォーンを主に演奏する。
1969年、兄ジョニーのアルバム『ジョニー・ウィンター』および『セカンド・ウィンター』のレコーディングに参加して、1970年にアルバム『エントランス』でソロ・デビュー。ジャズやR&Bの要素を織り交ぜた進歩的なスタイルで、ブルース一辺倒の兄との差別化を図った。1972年にロニー・モントローズ（ギター）、ダン・ハートマン（ベース）、チャック・ラフ（ドラム）と共にエドガー・ウィンター・グループを結成、快活なロックンロール・サウンドにアイドル的なルックスのよさも相まって人気を博した。
代表曲「フランケンシュタイン」は1973年にインストゥルメンタル（歌なし）の曲としては異例の全米ナンバーワン・ヒットとなった。1974年に兄との共演も多い人気ギタリストのリック・デリンジャーがグループに加入。1976年には兄と共演したライブ盤『トゥゲザー』を発表した。自身のアルバムの他、セッション活動も多い。
2022年には、リンゴ・スター&ヒズ・オールスター・バンドに参加。また同年、兄ジョニーに捧げた14年ぶりのソロ・アルバム『Brother Johnny』を発表した。

## ディスコグラフィ

### リーダー・アルバム
- 『エントランス』 - Entrance (1970年)
- 『ジャスミンの香りと夜の夢』 - Jasmine Nightdreams (1975年) ※with ジョニー・ウィンター。旧邦題『ジャスミン・ナイト・ドリームズ』
- 『トゥゲザー』 - Together (1976年) ※with ジョニー・ウィンター
- 『エドガー・ウインター・アルバム』 - The Edgar Winter Album (1979年)
- 『スタンディング・オン・ロック』 - Standing on Rock (1981年)
- 『ミッション・アース』 - Mission Earth (1986年)
- Not a Kid Anymore (1994年)
- The Real Deal (1996年)
- 『ライヴ・イン・ジャパン』 - Live in Japan (1998年) ※with リック・デリンジャー
- Winter Blues (1999年)
- Live at the Galaxy (2003年)
- Jazzin' the Blues (2004年)
- Rebel Road (2008年)
- An Odd Couple Live (2010年) ※with スティーヴ・ルカサー
- Brother Johnny (2022年)

### エドガー・ウィンター&ホワイト・トラッシュ
- 『ホワイト・トラッシュ』 - Edgar Winter's White Trash (1971年)
- 『ロードワーク』 - Roadwork (1972年)
- 『リサイクルド』 - Recycled (1977年)

### エドガー・ウィンター・グループ
- 『ゼイ・オンリー・カム・アウト・アット・ナイト』 - They Only Come Out at Night (1972年) ※旧邦題『エドガー・ウィンター4』
- 『恐怖のショック療法』 - Shock Treatment (1974年)
- 『謎の発光物体』 - The Edgar Winter Group With Rick Derringer (1975年)

### コンピレーション・アルバム
- People Music (1996年)
- 『ベスト・オブ・エドガー・ウィンター』 - The Best of Edgar Winter (2002年)
- The Essential Edgar Winter (2014年)
- 『デフィニティブ・コレクション』 - The Definitive Collection (2016年)
- 『ブラザーズ・イン・ロックン・ロール』 - Brothers In Rock'N'Roll (2014年) ※with ジョニー・ウィンター
- 『テル・ミー・イン・ア・ウィスパー』 - Tell Me In A Whisper (The Solo Albums 1970-1981) (2018年)
- 『アイヴ・ガット・ニュース・フォー・ユー』 - I've Got News For You (2018年)